# Jan Długosz
Jan Długosz (1 de diciembre de 1415-19 de mayo de 1480), también conocido en latín como Johannes Longinus, fue un sacerdote, cronista, diplomático, soldado y secretario polaco del obispo Zbigniew Oleśnicki de Cracovia. Se le considera el primer historiador de Polonia.

## Biografía
Jan Długosz es conocido por sus Annales seu cronici incliti regni Poloniae (Anales o Crónicas del Famoso Reino de Polonia) en 12 volúmenes y en latín, que cubre eventos en el sureste de Europa, pero también en Europa Occidental, desde 965 hasta 1480, el año en que murió. Długosz combinó rasgos de las crónicas medievales con elementos de la historiografía humanista. Para escribir la historia del Reino de Polonia, Długosz también usó crónicas rutenas (rusas), incluidas las que no sobrevivieron hasta nuestros días (entre las que podría haberse usado la colección de crónicas de Kiev del siglo XI en la edición de Przemysl alrededor de 1100 y las colecciones episcopales de Przemysl de 1225-1240).
Su trabajo se imprimió por primera vez en 1701-1703. Originalmente se imprimió en la imprenta de Jan Szeliga en Dobromyl, financiada por Jan Szczęsny Herburt. Siempre que Jan Długosz se molesta en mencionarse a sí mismo en el libro, escribe de sí mismo en tercera persona. 
Długosz fue canónigo en Cracovia, educado en la Universidad de Cracovia. Fue enviado por el rey Casimiro IV Jagellón de Polonia en misiones diplomáticas a las cortes papales e imperiales, y participó en las negociaciones del rey con los caballeros teutónicos durante la guerra de los Trece Años (1454-1466) y en las negociaciones de paz.
En 1434, el tío de Długosz, el primer pastor de Kłobuck, lo nombró para que asumiera el cargo de canónigo de la iglesia de San Martín. La ciudad estaba en el territorio de Opole de Silesia, pero había sido conquistada recientemente por Vladislao II Jagellón. Długosz permaneció hasta 1452 y mientras estuvo allí, fundó el monasterio canónico.
En 1450, Długosz fue enviado por la reina Sofía de Halshany y el rey Casimiro para llevar a cabo negociaciones de paz entre el noble húngaro Juan Hunyadi y el noble bohemio Jan Jiskra de Brandýs, y después de seis días de conversaciones los convenció de firmar una tregua.
En 1455 en Cracovia, se propagó un incendio que destruyó gran parte de la ciudad y el castillo, pero se salvó la casa de Długosz.
En 1461, una delegación polaca que incluía a Długosz se reunió con emisarios de Jorge de Podiebrad en Bytom, Silesia. Después de seis días de conversaciones, concluyeron una alianza entre las dos facciones. En 1466 Długosz fue enviado al legado de Breslavia, con el fin de intentar obtener garantías de que el legado no estaba predispuesto a favor de los caballeros teutónicos. Tuvo éxito y en 1467 se le encomendó la tutoría del hijo del rey.
Długosz declinó la oferta del arzobispado de Praga, pero poco antes de su muerte fue nombrado arzobispo de Lwów. Este nombramiento no fue confirmado por el papa Sixto IV hasta el 2 de junio de 1480, dos semanas después de su muerte.
Su obra Banderia Prutenorum de 1448 es su descripción de la batalla de Grunwald de 1410, que tuvo lugar entre las aldeas de Grunwald y Stębark.
En algún momento de su vida, Długosz tradujo vagamente la Chronica nova Prutenica de Wigand de Marburgo del alemán medio al latín, aunque con muchos errores y confusión de nombres y lugares.

## Obras
- Wikimedia Commons alberga una categoría multimedia sobre Jan Długosz.
- Liber beneficiorum dioecesis Cracoviensis
- Annales seu cronicae incliti Regni Poloniae (Annals or Chronicles of the Famous Kingdom of Poland)

Roczniki, czyli kroniki sławnego Królestwa Polskiego (new Polish translation of the Annals, 1961–2006)
The Annals of Jan Dlugosz (English translation of key sections of the work, ISBN 1-901019-00-4)
- Historiae Polonicae libri xii (Polish Histories, in Twelve Books; written 1455–80; first published 1711–12, in 2 volumes)
- Banderia Prutenorum, flag book, completed in or shortly after 1448, when Stanislaw Durink painted the illuminations.